# 冯德之
馮德之（?—?），字幾道，宋朝河南人。
早年讀習儒學，無書不讀，人稱馮萬卷，後入道教修行。住在杭州洞霄宫。與潘閬友好。大中祥符二年（1009年），潘閬晚年死於泗上（今江蘇淮陰），馮德之遷其遺骨葬於杭州。宋真宗敕修《道藏》，漕使陳堯佐向宋真宗推薦冯德之。冯德之与冲素大师朱益谦等整理修校皇宫中所藏道经，共得四千三百五十九卷。天禧三年（1019年）完成，賜名《宝文统录》。后来又选编为《云笈七籤》。